# Jan Speer
Jan-Martin Speer (Bad Arolsen, 4 settembre 1987) è un bobbista tedesco, detentore del titolo mondiale nella gara a squadre miste.

## Biografia
Compete dal 2008 come frenatore per la nazionale tedesca e si distingue nelle categorie giovanili vincendo l'oro ai mondiali juniores di Park City 2011 ed il bronzo a Schönau am Königssee 2009, entrambi nel bob a quattro .
Esordisce in Coppa del Mondo il 12 dicembre 2010, durante la stagione 2010/11, classificandosi settimo nel bob a quattro a Park City. Ottiene il suo primo podio nonché la prima vittoria il 3 dicembre 2011 nella gara a squadre miste ad Igls.
Ha partecipato a due edizioni dei campionati mondiali ottenendo quale miglior risultato il quarto posto nel bob a quattro a Schönau am Königssee 2011 e a tre campionati europei raggiungendo il quinto posto a La Plagne 2015.

## Palmarès

### Mondiali juniores
- 2 medaglie:
  - 1 oro (bob a quattro a Park City 2011);
  - 1 bronzo (bob a quattro a Schönau am Königssee 2009).

### Coppa del Mondo
- 3 podi (2 nel bob a quattro e 1 nelle gare a squadre):
  - 1 vittoria (nella gara a squadre);
  - 1 secondo posto (nel bob a quattro);
  - 1 terzo posto (nel bob a quattro).

#### Coppa del Mondo - vittorie
| Data            | Luogo     | Paese   | Disciplina                                                                                        |
| --------------- | --------- | ------- | ------------------------------------------------------------------------------------------------- |
| 3 dicembre 2011 | La Plagne | Francia | a squadre con Maximilian Arndt, Frank Rommel, Sandra Kiriasis, Stephanie Schneider e Anja Selbach |